# Udslidt
Udslidt er et maleri fra 1889 malet af H.A. Brendekilde. Maleriet befinder sig på Brandts i Odense.

## Værkets titel
Værkets titel er "Udslidt" og viser den tragiske hændelse, at en gammel mand er segnet om på marken. En yngre kvinde sidder ved hans side og råber på hjælp. Titlen og fortolkningen af værket bærer i retningen af, at der er tale om en uafhjælpelig og kort proces.

## Tilblivelsestidspunkt
Maleriet er dateret 1889, i 1834 og 1863 skildrede Honoré Daumier og Edouard Manet i henholdsvis Rue Transnonain og Den døde Toreador en død mand liggende i samme position.

## Kunstner
H.A. Brendekilde er født i landsbyen Brændekilde og fik her og via sine ophold på Rågelund hos gårdejer Lars Ebbesen i efteråret 1882 og somrene 1883 til 1885 kendskab til livet på landet efter .

## Motiv
Motivet er en stor mark, med et par gårde i baggrunden, marken er jordet og stenet. Maleriet har en forholdsvis høj horisont, næsten som i mange af Rings malerier. Nøjagtig samme motiv brugte Brendekilde også i Stensamlere, udateret, men her står "manden" op og et par kvinder ses bag ham.

## Modtagelse
Udslidt fik et præg af politisk debatindlæg i avisartikler. Der var dog forskellige opfattelser af billedet, nogle så det som en kunstnerisk triumf, andre som et mislykket forsøg på at skildre en tragisk hændelse og andre igen det som propaganda mod kapitalismen.

## Komposition
Diagonalerne i billedet skærer gennem kvindens bryst i billedets midte. Diagonalerne og de lodrette og vandrette midterlinjer skærer kvindens hoved, mund, arme og hænder og mandes mund, arme og den ene træsko.

## Udstillinger
- 1889 Verdensudstillingen i Paris
- 1890 Kunstudstillingen ved Charlottenborg
- 1891 Münchener Jahreausstellung
- 1893 Verdensudstillingen i Chicago